# Alina
Alina  è un nome proprio di persona italiano femminile.

## In altre lingue
- Francese: Aline[1]
- Inglese: Aline[1], Alene[1]
- Polacco: Alina[1]
- Portoghese: Aline[1]
- Rumeno: Alina[1]
  - Maschili: Alin[1]
- Russo: Алина (Alina)
- Tedesco: Alina[1]

## Origine e diffusione
Si tratta, generalmente, di un ipocoristico di Adelina o di diversi nomi che finiscono in alina, come ad esempio Rosalina, Pasqualina, Messalina, Guendalina ed Evalina. Coincide inoltre con un nome arabo, الينا (Alina), che significa "nobile" e che è portato da una bellissima principessa ne Le mille e una notte.
In Italia è tipico del Centro-Nord.

## Onomastico
L'onomastico può essere festeggiato il 18 giugno in memoria di sant'Alena, a volte chiamata anche Alina, martire in Belgio, oppure lo stesso giorno del nome da cui viene fatto derivare.

## Persone
- Alina, cantante e attrice italiana
- Alina Astafei, atleta rumena

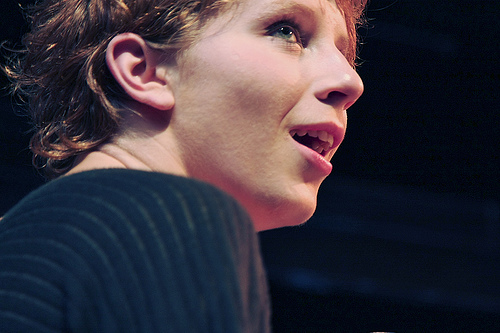
Alina Orlova

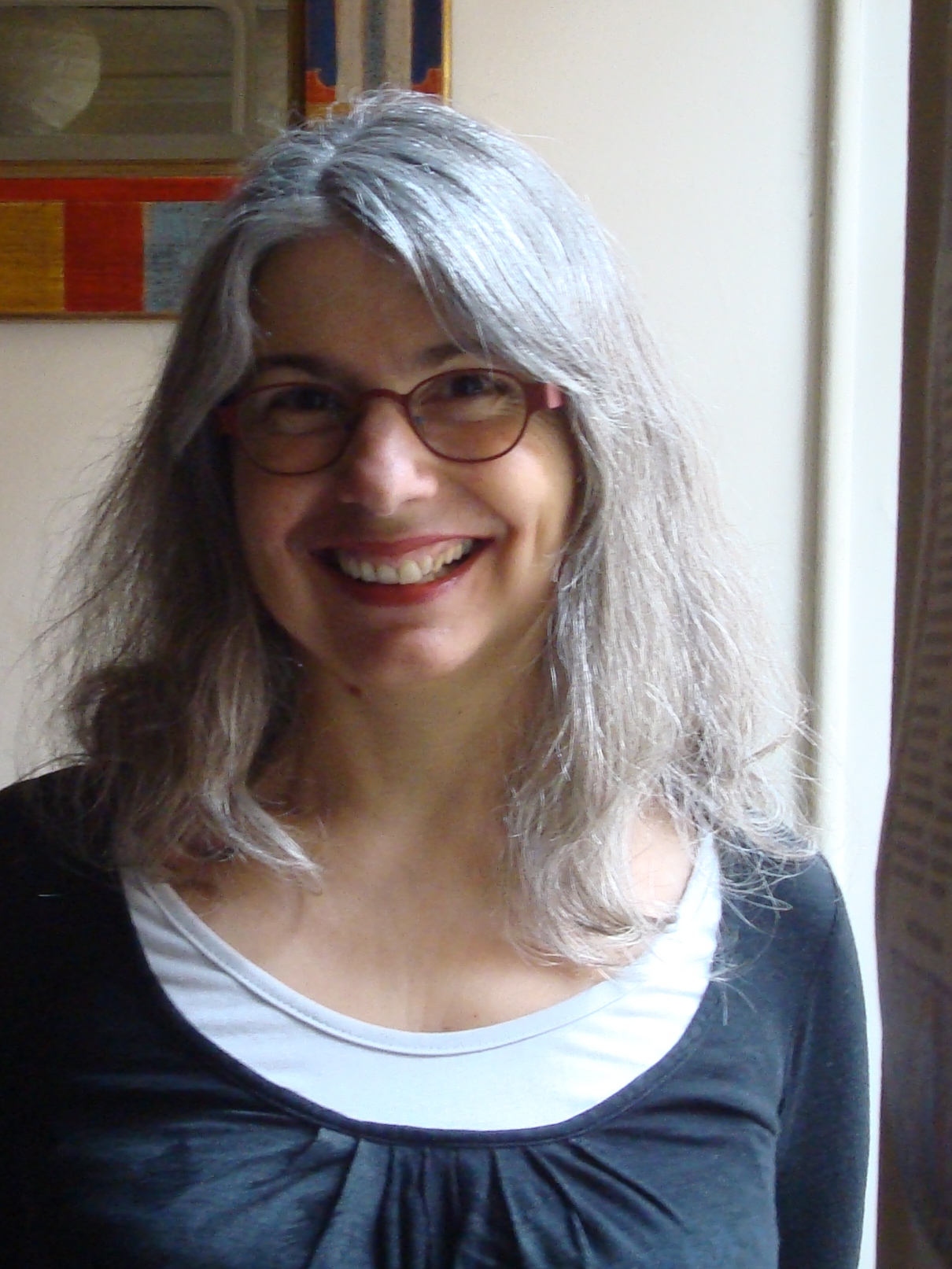
Alina Reyes

- Alina Buchschacher, modella svizzera
- Alina Alexandra Dumitru, judoka rumena
- Alina Expósito, schermitrice cubana
- Alina Fernández, attivista cubana
- Alina Freund, attrice e doppiatrice tedesca
- Alina Hrosu, cantante ucraina
- Alina Ivanova, atleta russa
- Alina Kabaeva, modella, attrice e politica russa
- Alina Makarenko, ginnasta russa
- Alina Marazzi, regista italiana
- Alina Moradei, attrice e doppiatrice italiana
- Alina Nedelea, attrice rumena
- Alina Orlova, cantautrice e cantautrice lituana
- Alina Reyes, scrittrice francese
- Alina Tumilovič, ginnasta bielorussa

### Variante Aline
- Aline Bonetto, scenografa francese

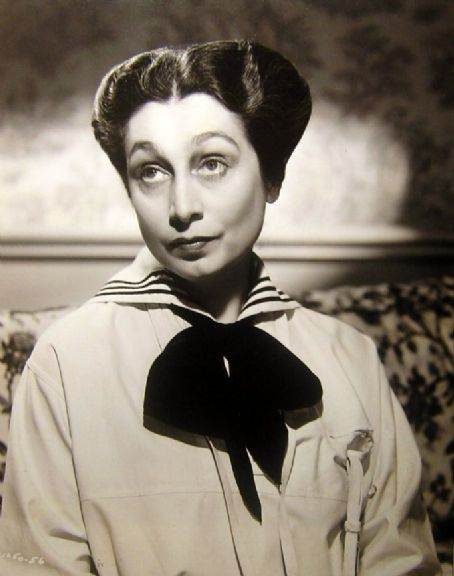
Aline MacMahon

- Aline Bonjour, sciatrice alpina svizzera
- Aline Brosh McKenna, sceneggiatrice statunitense
- Aline Domingos, modella brasiliana
- Aline Hochscheid, attrice tedesca
- Aline MacMahon, attrice statunitense
- Aline Nakashima, modella brasiliana
- Aline Valangin, scrittrice, pianista e psicanalista svizzera

### Variante maschile Alin
- Alin George Moldoveanu, tiratore rumeno
- Alin Stoica, calciatore rumeno

## Il nome nelle arti
- Alina è un personaggio dell'opera di Gaetano Donizetti Alina, regina di Golconda.
- Aline Cedrac è un personaggio del videogioco Alone in the Dark: The New Nightmare.

## Toponimi
- 266 Aline (in italiano 266 Alina) è un asteroide della fascia principale, che prende il nome da Aline Weiss, figlia di Edmund Weiss.